# 板倉文
板倉 文（いたくら ぶん、1957年4月23日 - ）は、島根県松江市出身の日本の音楽家。

## 経歴
テクノ・ニュー・ウェイヴ・バンドのチャクラにてデビュー。チャクラ活動停止と前後してバンド・キリング・タイムを始める。その後、演奏家、作曲家、編曲家、音楽プロデューサーとして多方面で活動する。
CM作家・映画監督の市川準とのコンビで数々のCM音楽を産み出し、『BU・SU』『会社物語 MEMORIES OF YOU』『つぐみ』『病院で死ぬということ』『たどんとちくわ』の映画音楽を担当。 その他、『うる星やつら4 ラム・ザ・フォーエバー』『老人Z』などアニメーション映画音楽や『ランデブー』などテレビドラマ音楽を担当。女性ヴォーカル・バンドのコンピレーション・アルバム『くっついて安心』（1984年）のプロデュースを手がける。
2020年時点においては音楽活動をしていないという。
2022年、Ma*Toと共に新作映画『［窓］ MADO』へ楽曲を提供するとともに、同年12月17日に実に31年ぶりとなるサウンドトラック盤をリリースすることが発表された。また同年10月4日は'78年〜'80年デビュー前のCHAKRAが残した未発表スタジオ録音音源集全11曲を発表。2023年11月3日には板倉文＆小川美潮による「転がる水」を発表した。

## フィルモグラフィー

### 映画
- うる星やつら4 ラム・ザ・フォーエバー（1986年）
- BU・SU（1987年）
- 会社物語 MEMORIES OF YOU（1988年）
- つぐみ（1990年）
- 老人Z（1991年）
- 病院で死ぬということ（1993年）
- 青空に一番近い場所（1994年）
- たどんとちくわ（1998年）
- ［窓］ MADO（2022年）